# Gens Fundania

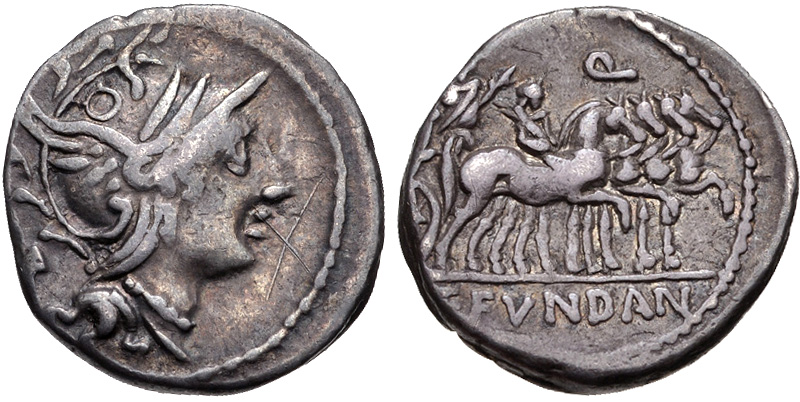
Moneda gens fundana

La gens Fundania fue una familia de plebeyos de la Antigua Roma, de la cual, la primera noticia que tenemos es del siglo III a. C. A pesar de que uno de sus miembros obtuvo el consulado en 243 a. C., los Fundanii nunca lograron mucha importancia en el estado.

## Praenomina utilizados
Los Fundanii son conocidos por haber utilizado los praenomina Quintus, Gaius, Marcus, y Lucius, todos ellos entre los nombres más comunes a través de la historia romana.

## Ramas y cognomina
Fundulus es el único cognomen que aparece entre los Fundanii.